# Archaeogomphus densus
Archaeogomphus densus är en trollsländeart som beskrevs av Belle 1982. Archaeogomphus densus ingår i släktet Archaeogomphus och familjen flodtrollsländor. Inga underarter finns listade i Catalogue of Life.